# Coreomusicologia
La coreomusicologia és l'estudi de la relació entre música i moviment dintre de qualsevol gènere d'interpretació.
Durant finals del segle dinou i principis del vint, apareix una consciència per les relacions que comparteixen la música i la dansa. A principis d'aquest segle, augmenta el seu interès i estudi. És en els darrers anys quan la coreomusicologia apareix com a disciplina.
Moltes cultures no separen la música de la dansa, la idea de la separació és més aviat una excepció europea i americana.
Els coreomusicòlegs postulen, que l'estudi de les relacions entre so i moviment en diverses arts interpretatives, pot contribuir en les sensibilitats perceptives, processos culturals i dinàmiques personals.
La coreomusicologia permet estudiar com el so i el moviment estan relacionats en les interpretacions tradicionals de diverses cultures. Ofereix un ventall d'eines analítiques útils per a músics, ballarins, teòrics de la interpretació, psicòlegs experimentals i antropòlegs culturals.